# Coppa Italia 1984-1985 (hockey su pista)
La Coppa Italia 1984-1985 è stata la 18ª edizione della principale coppa nazionale italiana di hockey su pista.
Il trofeo è stato conquistato dal Novara per la 7ª volta nella sua storia.

## Risultati

### Primo turno
| Squadra 1        | Squadra 2          | Andata                  | Ritorno                                 | Totale  |
| ---------------- | ------------------ | ----------------------- | --------------------------------------- | ------- |
| Laverda Breganze | Novara             | Breganze 20 marzo 1985  | Novara 28 marzo 1985                    | 5 - 7   |
| Laverda Breganze | Novara             | 2 - 3                   | 3 - 4                                   | 5 - 7   |
| Goriziana        | Bassano            | Gorizia 20 marzo 1985   | Bassano del Grappa 28 marzo 1985        | 6 - 18  |
| Goriziana        | Bassano            | 2 - 7                   | 4 - 11                                  | 6 - 18  |
| Triestina        | Pordenone          | Trieste 20 marzo 1985   | Pordenone 28 marzo 1985                 | 3 - 12  |
| Triestina        | Pordenone          | 2 - 3                   | 1 - 9                                   | 3 - 12  |
| Primavera Prato  | Castiglione        | Prato 20 marzo 1985     | Castiglione della Pescaia 28 marzo 1985 | 5 - 14  |
| Primavera Prato  | Castiglione        | 4 - 7                   | 1 - 7                                   | 5 - 14  |
| Seregno          | Roller Monza       | Seregno 20 marzo 1985   | Sesto San Giovanni 28 marzo 1985        | 9 - 10  |
| Seregno          | Roller Monza       | 6 - 5                   | 3 - 5                                   | 9 - 10  |
| Thiene           | Marzotto Valdagno  | Thiene 20 marzo 1985    | Valdagno 28 marzo 1985                  | 15 - 10 |
| Thiene           | Marzotto Valdagno  | 9 - 6                   | 6 - 4                                   | 15 - 10 |
| CGC Viareggio    | Sporting Viareggio | Viareggio 20 marzo 1985 | Viareggio 28 marzo 1985                 | 6 - 3   |
| CGC Viareggio    | Sporting Viareggio | 3 - 2                   | 3 - 1                                   | 6 - 3   |
| Trissino         | Amatori Vercelli   | Trissino 20 marzo 1985  | Vercelli 28 marzo 1985                  | 6 - 15  |
| Trissino         | Amatori Vercelli   | 3 - 6                   | 3 - 9                                   | 6 - 15  |

### Ottavi di finale
| Squadra 1       | Squadra 2        | Andata                                   | Ritorno                           | Totale  |
| --------------- | ---------------- | ---------------------------------------- | --------------------------------- | ------- |
| Forte dei Marmi | Novara           | Forte dei Marmi 11 aprile 1985           | Novara 18 aprile 1985             | 11 - 12 |
| Forte dei Marmi | Novara           | 5 - 7                                    | 6 - 5                             | 11 - 12 |
| Castiglione     | Thiene           | Castiglione della Pescaia 11 aprile 1985 | Thiene 18 aprile 1985             | 9 - 4   |
| Castiglione     | Thiene           | 4 - 2                                    | 5 - 2                             | 9 - 4   |
| Roller Monza    | Pordenone        | Sesto San Giovanni 11 aprile 1985        | Pordenone 18 aprile 1985          | 3 - 10  |
| Roller Monza    | Pordenone        | 2 - 4                                    | 1 - 6                             | 3 - 10  |
| Amatori Lodi    | Amatori Vercelli | Lodi 11 aprile 1985                      | Vercelli 18 aprile 1985           | 4 - 8   |
| Amatori Lodi    | Amatori Vercelli | 2 - 4                                    | 2 - 4                             | 4 - 8   |
| CGC Viareggio   | Bassano          | Viareggio 11 aprile 1985                 | Bassano del Grappa 18 aprile 1985 | 9 - 16  |
| CGC Viareggio   | Bassano          | 5 - 6                                    | 4 - 10                            | 9 - 16  |
| Grosseto        | Reggiana         | Grosseto 11 aprile 1985                  | Reggio nell'Emilia 18 aprile 1985 | 7 - 9   |
| Grosseto        | Reggiana         | 6 - 4                                    | 1 - 5                             | 7 - 9   |

### Quarti di finale
| Squadra 1 | Squadra 2        | Andata                            | Ritorno                                  | Totale |
| --------- | ---------------- | --------------------------------- | ---------------------------------------- | ------ |
| Novara    | Amatori Vercelli | Novara 26 giugno 1985             | Vercelli 27 giugno 1985                  | 13 - 8 |
| Novara    | Amatori Vercelli | 8 – 6                             | 5 - 2                                    | 13 - 8 |
| Monza     | AFP Giovinazzo   | Monza 26 giugno 1985              | Giovinazzo 27 giugno 1985                | 9 - 10 |
| Monza     | AFP Giovinazzo   | 5 - 3                             | 4 - 7                                    | 9 - 10 |
| Pordenone | Reggiana         | Pordenone 26 giugno 1985          | Reggio nell'Emilia 27 giugno 1985        | 11 - 5 |
| Pordenone | Reggiana         | 6 - 2                             | 5 - 3                                    | 11 - 5 |
| Bassano   | Castiglione      | Bassano del Grappa 26 giugno 1985 | Castiglione della Pescaia 27 giugno 1985 | 12 - 7 |
| Bassano   | Castiglione      | 8 - 2                             | 4 - 5                                    | 12 - 7 |

### Semifinali
| Squadra 1      | Squadra 2 | Andata                   | Ritorno                           | Totale  |
| -------------- | --------- | ------------------------ | --------------------------------- | ------- |
| AFP Giovinazzo | Novara    | Giovinazzo 6 luglio 1985 | Reggio nell'Emilia 11 luglio 1985 | 8 - 10  |
| AFP Giovinazzo | Novara    | 6 – 5                    | 2 - 5                             | 8 - 10  |
| Pordenone      | Bassano   | Pordenone 6 luglio 1985  | Bassano del Grappa 11 luglio 1985 | 16 - 11 |
| Pordenone      | Bassano   | 6 – 7                    | 10 - 4                            | 16 - 11 |

### Finale
| Squadra 1 | Squadra 2 | Risultato              |
| --------- | --------- | ---------------------- |
| Novara    | Pordenone | Venezia 13 luglio 1985 |
| Novara    | Pordenone | 3 - 2                  |

## Campioni
| Vincitore della Coppa Italia 1984-1985 |
| -------------------------------------- |
| Novara 7º titolo                       |